# Kazue Katō
Kazue Katō (加藤 和恵, Katō Kazue), née le 20 juillet 1980 dans l'arrondissement de Shinjuku, à Tokyo, est une mangaka, illustratrice et character designer japonaise, auteure de shōnen manga. Elle est principalement connue pour être l'auteure de Blue Exorcist.

## Biographie
Kazue Kato aime dessiner depuis qu'elle est enfant. Elle lit des mangas depuis ses 7-8 ans, notamment les mangas prépubliés dans le magazine Ribon. Au lycée, elle a voulu devenir animatrice, mais son père n'étant pas convaincu lui a dit d'aller à l'université. Peu de temps après y être entrée, Kato a arrêté l'université.
Elle commence sa carrière de mangaka en 2000 avec une histoire intitulée Boku to Usagi, pour laquelle elle est semi-gagnante lors du 59e Prix Tezuka, et qui est prépubliée dans le numéro d'été de l'Akamaru Jump.
Elle a été l'assistante de Daisuke Higuchi, l'auteure de Whistle!.
Kazue Kato a commencé à prépublier des chapitres oneshot comme Akanasu dans le numéro de printemps de l'Akamaru Jump en 2001, Akai Daichi ni Umareta Senshi no Hanashi en 2003, Otome no Inori, Nirai, Jinsei Kaidou Hagure Hoshi, USA Boy!!! en 2004, Stargazer en 2006 chez Kodansha, et ce jusqu'en 2008 avec les histoires Hoshi Ota dans le Jump Square II et Miyama Uguisu Tei Jiken dans le Jump Square. La plupart de ses nouvelles sont sorties dans Time Killers en 2011 au Japon, et en 2012 en France.
Cependant, en 2005 elle commence la prépublication de sa première série Space Travelers dans le magazine Monthly Shônen Sirius de Kodansha, et qui se terminera à la fin de l'année 2006 avec cinq tomes.
En mai 2009 la prépublication de Blue Exorcist commence dans le Jump Square. La série connait un succès. En 2011, un anime, des OVA et des CD-Drama, light novel sortent, puis en 2012 Blue Exorcist, le film, où l'auteure a participé à la création de personnages, sort au cinéma ,. En 2011, pour la sortie du tome 7 il y a un tirage d'un million d'exemplaires, ce qui est une première pour un manga du Jump Square. En décembre 2018, le tirage cumulé dépasse les 17 millions d'exemplaires. La série a connu plusieurs pauses. En mai 2022, la prépublication de la série reprend. Kazue Kato a eu pour assistants Tatsuya Endo, Sai Yamagishi, Yûsaku Shibata durant une partie de Blue Exorcist,,.
En 2020, l'auteure fait partie du jury pour le 100ème concours du Prix Tezuka aux côtés d'Akira Toriyama, Eiichiro Oda, Takehiko Inoue et Kohei Horikoshi.
En 2021, elle planche sur Eizen Karukaya Kaitan qui est une adaptation en manga de romans de Fuyumi Ono. Cette même année, elle a aussi travaillé dans l'animation en tant que character designer pour la série animée Godzilla : L'origine de l'invasion (en) avec Eiji Yamamori (ja) qui, lui a dessiné Godzilla.
Ses mangas sont publiés chez Shūeisha, et ont été prépubliés dans différents magazines comme l'Akamaru Jump, Jump Square, Jump SQ.II. Mais elle a aussi été prépublié chez Kōdansha, dans le Monthly Shônen Sirius, et Asukashinsha dans le Quarterly S. En France, ses mangas sont publiés par Kazé Manga.
Kazue Kato fait des apparitions publiques. En juillet 2010, l'auteure est venue en France à la Japan Expo, en 2011 elle est venue en Espagne lors du Salon du manga de Barcelone, et en 2016 aux États-Unis lors de l'Anime Expo à Los Angeles,,. En décembre 2016, elle a fait partie des auteurs choisis pour le Jump Ryu!, qui est un magazine dont la parution a débuté en 2015, et qui permet de montrer les techniques de dessins de différents auteurs. Dans le 24ème numéro qui lui est consacré, Kazue Kato montre les différentes étapes de réalisation d'une illustration couleur, et un tour de son studio avec entre autres des dédicaces de Robinson Haruhara (ja), Eiichiro Oda (2014) et une personne de l'équipe de Dragon's Dogma Online (2016),,. Puis entre 2018 et 2019, France Info et Kazé ont publié une interview de l'auteure couplée avec la réalisation d'une dédicace,,.
Elle participe aussi à des séances de dédicaces comme par exemple en 2012 à Tokyo pour la sortie du film, ou encore en 2017 à Osaka pour les dix ans du magazine Jump Square,.
En novembre 2009, elle ouvre un compte Twitter où elle poste des informations concernant ses activités et des illustrations. Dans la même période, un site officiel a aussi été ouvert, mais depuis 2013 il n'y a plus d'activité,.
L'auteure a un petit frère (1981), une petite sœur (1991), et des chats,. Elle se représente elle-même en lapin, un animal qu'elle apprécie. Elle utilise l'encre et le papier pour ses planches, cependant pour les illustrations couleurs, il y a un mélange avec la tablette graphique. En 2018, Kazue Kato a admis une certaine crainte par rapport à la disparition du savoir-faire des mangakas avec de l'encre, du papier et des pinceaux car les jeunes artistes sont de plus en plus nombreux à utiliser les tablettes graphiques. Ses mangas préférés sont Akira et One Piece, et elle aimait aussi lire Yû Yû Hakusho, Slam Dunk, et Réincarnations : Please Save My Earth lorsqu'elle était au lycée,. Ses influences sont diverses avec les auteures des mangas prépubliés dans Ribon, mais aussi Gōshō Aoyama avec Yaiba, Katsuhiro Ōtomo, et Kentaro Miura avec Bersek,. Et la mangaka regarde beaucoup de séries comme Big Bang Theory, The Walking Dead,.
Elle est proche de la mangaka Minoru Sasaki, qui en 2000, a gagné une mention honorable lors du 59ème Prix Tezuka sous le nom de Yoko Sasaki avec l'histoire Ieon-Secret, et qui, depuis 2013 travaille en tant que dessinatrice sur un spin-off de Blue Exorcist, nommé Salaryman Exorcist Okumura Yukio no Aishū. 

## Œuvres

### Mangas
- 2000 : Boku to Usagi (僕と兎?), chapitre oneshot prépublié dans l'Akamaru Jump Été, Shūeisha
- 2001 : Akanasu (赤茄子?), chapitre oneshot, l'Akamaru Jump Printemps, Shūeisha
- 2003 : Akai Daichi ni Uma Reta Senshi no Hanashi (赤い大地に生まれた戦士のはなし?), chapitre oneshot, Quaterly S, Asukashinsha
- 2004 :
  - Otome no Inori (乙女の祈り?), chapitre oneshot, Quaterly S, Asukashinsha
  - Aruji to Soregashi (ou Nushi to Bô) (主と某?), chapitre oneshot, Quaterly S, Asukashinsha
  - Nirai (ニライ?), chapitre oneshot, Quaterly S, Asukashinsha
  - Jinsei Kaidō Hagure-boshi (人生街道はぐれ星?), chapitre oneshot, Quaterly S, Asukashinsha
  - USA BOY !!!, chapitre oneshot, Quaterly S, Asukashinsha
- 2005-2006 : Space Travelers (罗宾与兔吉, Robo to Usakichi?), Monthly Shōnen Sirius, Kōdansha, 05 tomes
- 2006 : Stargazer (スターゲイザー, Sutāgeizā?), chapitre oneshot, suite de Space Travelers, Monthly Shōnen Sirius, Kōdansha, non publié
- 2008 :
  - Hoshiota (ホシオタ?), chapitre oneshot, Jump Square II, Shūeisha
  - Miyama Uguisu Tei Jiken (深山鶯邸事件?), chapitre oneshot, Jump Square, Shūeisha
- 2009- : Blue Exorcist (青の祓魔師, Ao no Ekusoshisuto?), Jump SQ, Shūeisha
- 2011 : Time Killers (TIME KILLERS 加藤和恵短編集?), recueil des onze nouvelles prépubliées entre 2000 et 2008 dont Boku to Usagi, le chapitre pilote de Blue Exorcist, Miyama Uguisu Tei Jiken, et Hime Goro mo Torisetsu Manga, Shūeisha
- 2013-2020 : Salary-man Exorcist - Okumura Yukio no Aishû (サラリーマン祓魔師 奥村雪男の哀愁?), Jump SQ 19 puis Jump Square, Shūeisha, 04 tomes - en tant que scénariste et Minoru Sasaki en tant que dessinatrice
- 2021-2022 : Eizen Karukaya Kaitan (営繕かるかや怪異譚?), Jump SQ, Shūeisha, 01 tome

### Artbook
- 2011 : Blue Exorcist Pocket Gallery
- 2017 : Kazue Kato Art Collection Iroiro

### Fanbook
- 2014 : Blue Exorcist Guide de l'ordre des chevaliers de la croix-vraie
- 2020 : Blue Exorcist AOEX10

### Light Novel
- 2011-2017 : Blue Exorcist, avec Kazue Kato en tant qu'illustratrice, et Aya Yajima en tant que scénariste (5 tomes)

### Autres
- 2009 : Magazine Weekly Manga Japanese History (ja) numéro 2 - l'histoire du Prince Shotoku[32],[33]
- 2012, 2013, 2014, 2016, 2019 : illustrations de Blue Exorcist pour des calendriers
- 2015 : Jeu de cartes - Loup-Garou version Blue Exorcist[34],[35]

## Adaptations

### Anime
- 2011 et 2017 : Blue Exorcist saison 1 et 2 (studio A-1 Pictures)

### Film d'animation
- 2012 : Blue Exorcist, le film

### CD-Drama
- 2011 : Blue Exorcist (4)
- 2017 : Blue Exorcist : Kyoto Saga (2)

### Jeu vidéo
- 2012 : Blue Exorcist: The Phantom Labyrinth of Time, PSP

## Travail dans l'animation
- 2012 : Blue Exorcist, le film, character designer[36]
- 2014 : Denki-gai no honya-san, dessin à la toute fin de l'épisode 7
- 2021 : Godzilla - Singular Point, character designer (studios Bones et Orange)

## Récompense
- 2000 : Lauréate du 59e Prix Tezuka pour Boku to Usagi (semi-gagnante)